# Fašenk po Markovsko
Čas pusta oziroma fašenka, kot mu rečejo domačini, je obdobje med 2. februarjem (svečnico) in pepelnično sredo. V tem času se v Markovcih odvije kar nekaj dogodkov povezanih s tematiko pusta. Namen vseh teh dogodkov je ohranjanje izjemno bogate kulturne dediščine etnografskih in karnevalskih likov Dravsko - Ptujskega območja.

## Dogodki

### Bičov pok
Dogodek poteka 2. februarja. Natanko ob polnoči, se s prvim bičevim pokom uradno prične fašenk v Markovcih. 

### Pustna povorka v Markovcih
Pustna povorka poteka na pustno soboto. Povorko organizira etnografsko društvo Korant Markovci. Povorka se začne z zborom vseh etnografskih likov in karnevalskih skupin pred gostiščem Ambiente v Zabovcih. Povorka nato poteka skozi Zabovce in Markovce do občinskega poslopja v Markovcih, kjer se liki in skupine predstavijo. Sledi še pogostitev vseh sodelujočih in zaključek povorke s podelitvijo nagrad najboljšim v karnevalskem šotoru. Povorka poteka tako, da se najprej predstavijo etnografski liki, ki predstavijo nekakšno mističnost, skrivnostnost in prvinskost fašenka. Nato se predstavijo karnevalske skupine, ki nekako predstavljajo izkazovanje idej, izvirnosti, norčavosti in estetike.

### Karnevalski šotor
V karnevalskem šotoru v Markovcih, praviloma vsak vikend pustnega časa potekajo zabave v maskah, na katerih nastopijo različne glasbene skupine.

## Etnografski liki  Ptujskega polja

### Korant
Korant kot najbolj poznana maska s ptujskega polja, če že ne Slovenije, vsako leto znova in znova preganja zimo iz dežele, kot veleva ljudsko izročilo. Nekoč so to masko smeli obleči le fantje, ki so odslužili vojaški rok in so bili samski. Dandanes temu več ni tako. V korantovi opravi srečamo majhne otroke, ženske… Korante lahko srečamo tudi na haloškem območju, vendar se razlikujejo od »polanskega » po tem, da imajo na glavi namesto trakov in peruti pritrjene kravje rogove.
Nekoč so si fantje korantovo opremo izdelali doma, sedaj pa za to skrbijo mojstri, ki se načrtno ukvarjajo z izdelavo korantij. 
Obraz korantove kape je narejen iz usnja, na sredini kape je pritrjen nos, ki močno spominja na svinjski rilec, pod nosom mu za brke služijo sirkove vejice, pod njimi pa so na vrvico nanizana semena belega oz. temnega fižola, ki bi naj predstavljale zobe. Iz ust korantu visi dolg rdeč jezik. Ob strani kape so namesto ušes pritrjena gosja oz. puranja peresa. Vrh kape pa koranta krasijo razni živo pisani trakovi in rože izdelane iz »krep« papirja. Korant ima oblečen kožuh iz dolgodlake ovce. Okoli pasu pa ima na verigi privezane kravje zvonce s katerimi pozvanja in tako plaši staro in mlado. Nikoli in nikdar ni bilo določeno kolikor zvoncev, bi korant naj imel, vse je bilo odvisno od tiste osebe, ki se je maskirala v to masko.
Za obrambo v rokah nosi palico, na kateri je na koncu pribita ježeva koža, torej ježevko. Korant je obut v volnene doma spletene rdeče ali zelene nogavice, na njih pa še ima nataknjene črne čevlje. Koranti hodijo od hiše do hiše v skupini, spremlja jih hudič, za darove pa pobirajo svilene robce, včasih pa dobijo tudi kakšno klobaso. 
Enega izmed prvih korantovih opisov najdemo v župnijski kroniki župnije sv. Marko niže Ptuja iz konca 19. stol. Kronist piše, da je korantova oprava narejena iz narobe obrnjenega ovčjega ali zajčjega kožuha, obrazni del je iz starega usnja, po navadi iz kakšne rabljene torbe, ki ima prišit nos in izrezane odprtine za oči in usta. Kapa ima rogove izdelane iz usnja, slame ali klobučevine, okoli pasu nosi korant privezan kravji zvonec, v rokah pa ježevko. Takšen lik, kot je opisan v kroniki, so v začetku devetdesetih let 20. stol. replicirali člani etnografskega društva Korant Markovci in ga vsako leto lahko občudujemo na markovskem fašenku.
Sama podoba maske se je skozi stoletja spreminjala in je bila pogojena s socialnim statusom tedaj živečih ljudi.  Bogatejši so imeli bolj načičkane in umetelno izdelane maske, maske revnejših pa so bile skromnejše. Če danes govorimo o tem, da je izdelava korantove opreme zelo draga je tudi v preteklosti bilo podobno, saj si tisti najrevnejši slednje prav tako niso mogli privoščiti.

### Hudič
Zlodej ali hudič je pustni lik ki vodi skupino korantov. 
Oblečen je v kostum rdeče ali črne barve. Na glavi ima kapo, ki je iz usnja ali blaga. Na njej so rogovi, rilčast nos in dolg rdeč jezik. Preko ledij ima vržen sak - mrežo za lovljenje duš, v rokah pa drži vile ali trizob.

### Orači
Orači že od nekdaj veljajo za eno izmed najbolj priljubljenih pustnih mask na našem območju, saj s svojim prihodom na domačijo, prinesejo upanje za dobro letino, ki je za kmeta še kako pomembna. Skupino sestavlja šest ali osem »konjev«, čisto odvisno od ljudi, ki se šemijo v  ta lik. T.i. konji so mladi fantje oblečeni v črne hlače preko katerih imajo zavezan moder predpasnik, belo srajco in črni telovnik. Na glavi nosijo klobuk, ki je prekrit s pisano ruto s franžami, prav tako jim na ramenih izpod telovnika gledajo konci rut. Obuti so v črne škornje. Tako napravljeni konjiči vlečejo za sabo plug, (včasih je plug bil pravi), danes vlačijo zgolj repliko, na katerem je smrečica ali dve okrašeni s pisanimi trakovi. Zraven skupine še hodi pobirač, ki pobira darove ob obisku domačije, oblečen je v raševinasto obleko z masko na obrazu. V rokah nosi košaro v kateri so pleve in jih med obredom oranja seje v brazdo, »za debelo repo«. Prav tako ima v roki grabljice, da seme zadela v zemljo. Ob pobiraču srečamo tudi pokača, ki z bičovim pokom naznanja prihod skupine na dvorišče. Pokač je našemljen prav tako kot konjiči. Za plugom, kot orač, pa hodi korant. Še pred 20. stol. koranti niso nikdar kot samostojna skupina obiskovali domačij, ampak so vedno hodili v skupini z orači. Danes v Markovcih temu več ni tako, saj so se koranti tekom časa odcepili od oračev in začeli obiske domačij kot samostojna skupina.  Ko pokač s pokanjem naznani prihod skupine na dvorišče, konjiči začno vleči plug in med oranjem prepevajo. Največkrat pesmi, ki majo nek smiselni ritem, saj ji le ta narekuje korakanje pred plugom. Danes lahko največkrat slišimo pesmi En hribček bom kupil, Ko psi zalajajo in marsikatero drugo slovensko ljudsko. Med oranjem pobirač hiti s sejanjem plev in želi gospodinji in gospodarju, čim bolj obilne pridelke v tekočem letu, obenem pa še zaprosi za majhen dar. Še danes je navada, da ljudje darujejo klobaso ali jajca kot dar pa se pojavlja tudi denar, ki v preteklosti zaradi pomanjkanja ni bil v navadi. V Markovcih in okolici lahko trdimo, da ni gospodinje, ki bi katerokoli šemo odpravila brez kakršnega koli daru, saj bi naj to prinašalo nesrečo. 

### Kopjaši
Čeprav kopjaši po svojem pomenu ne sodijo med fašenske maske, je prav tako pomembno, da jih omenimo. Kopjaš je bil in še vedno je spremljevalec porok. Je nekakšen voditelj in zabavljač. Po navadi je ob poroki kopjaš najboljši ženinov prijatelj. Ker pa je ravno v preteklosti bilo največ porok prav v predpustnem času, so se kopjaši zlili s samim praznikom in šele zadnjih petdeset let nastopajo na fašenkih kot vodje vseh sprevodov. V njih se šemijo fantje in možje, ki nosijo pražnjo črno obleko, belo srajco, kravato in črne škornje. Okoli klobuka imajo privezan tribarvni trak s šopkom. Prav tako nosijo preko desnega ramena tribarvni trak ki se zaključi na levem boku in je bele modre in rdeče barve, kar spominja na slovensko zastavo. V rokah nosijo kopje, s številnimi pisanimi svilenimi trakovi. Kot že rečeno, kopjaši plešejo na čelu fašenskega sprevoda in svoja kopja med plesom in juckanjem mečejo visoko v zrak. Pregovorno velja, da je velika sramota za kopjaša, če svojega kopja ne ujame in mu to pade na tla.
Tako kot drugod po svetu in Sloveniji, je v času fašenka v Markovcih v navadi gonjenje medveda. Do konca druge svetovne vojne in še malo dlje so medvedi bili oblečeni v obleko iz vrečevine, včasih je človek v maski bil tudi naklačen s senom. Na glavi je nosil masko ki je bila deloma narejena iz zajčje kože ali tako kot obleka, iz vrečevine. Spremljal ga je gonjač, ki mu je igral na orglice in ga imel privezanega na vrvi ali verigi. V rokah je nosil košaro v katere je sprejemal darove. Sam gonjač je največkrat bil našemljen v cigana. Medved je moral renčati , »vulti«,  plesati , in sploh biti divji, pa tudi se zaletavati v ljudi, posebej v mladenke. Kasneje, proti koncu šestdesetih let pa začnemo na našem območju srečevati medvede, ki imajo obleko narejeno iz ovčje kože, na glavi pa nosijo masko, ki na las spominja na medvedovo glavo. Po navadi je teh medvedov več v skupini spremlja pa jih tudi večja skupina ciganov, ki jih vodijo in igrajo na različne inštrumente. V Markovcih se še vedno pojavljata obe varianti medveda. 

### Rusa in melika
Nepogrešljivi del markovskega fašenka so tudi ruse in melike. Vendar moramo že na začetku omeniti nekaj, kar je pomembno pri sami terminologiji teh dveh mask. V različni literaturi skozi zgodovino in tudi sedanjost, beremo kako je rusa maska na štirih nogah, melika pa maska na dveh. Ampak temu ni tako. Danes velja, da je v rusi eden človek v meliki pa dva. Obe dve opravi sta si dokaj podobni, vendar se razlikujeta na to, koliko ljudi samo masko nosi na ramenih. Z masko ruse in melike so ljudje v preteklosti hoteli vplivati na zdravje štirinožne živine. Predvsem konj in krav. Kot že omenjeno zgoraj sta za meliko potrebna dva fanta, ki nosita okoli dva metra dolgo ogrodje. Njegovi daljši stranici sta med seboj povezani z loki iz lesenih palic, samo ogrodje pa je pokrito s ponjavo – največkrat z vrečevino. Spredaj ima melika leseno glavo z ušesi iz gobca pa ji visi dolg rdeč jezik. Večkrat imajo melike gibljivo čeljust, ki jo premika prvi fant s pomočjo vrvice. Zadaj ima melika rep, spleten iz slame ali kakršnega drugega odpadnega materiala, pod repom pa je privezan napihnjen in posušen svinjski mehur. Obvezno ima tudi jezdeca, lutko iz cunj imenovano »faček«. Spremljata jo pobirač in porta. Oba imata zakrite obraze z maskami ali namazane s sajami. Pobirač v rokah nosi košaro in grabljice, porta pa prihod melike naznanja s pokom biča. Pri rusi gre za isto zadevo le, da je ogrodje manjše in ga lahko nosi samo en človek, res pa je tudi, da rusa na hrbtu ne nosi fačeka. Po navadi je rus v skupini več, kar pa nanese tudi več gonjačev. Obe maski sta divji in nagajivi, brcata in strašita vse okoli sebe. Velja pa nezapisano pravilo, da če se rusa, sama od sebe na dvorišču uleže na tla, pomeni to slabo znamenje. Pri obredu na dvorišču gonjači in pobirač na vso moč želijo gospodarju prodati svojo živino in jo hvalijo na vse pretege. Ker pa se vendarle po dolgotrajnem barantanju gospodar ne da, in ne želi skleniti kupčije, rajši s kozarčkom in južino pogosti našemljence, gospodinja pa jim da v dar kako klobaso, ali denar.

### Vile
Čeprav večkrat slišimo, da so vile novodobni lik, počasi več temu ne bo tako. Res je, da nimajo svoje kontinuitete tako kot marsikatera druga maska, se pa že kar nekaj desetletij pojavljajo ob fašenku. Kuret pravi, da so se pojavile, ko je v tridesetih letih prejšnjega stoletja v sklopu šole ena izmed učiteljic v markovski šoli predstavila igro v kateri so nastopile vile. Te so se kasneje postavile ob bok svojim vrstnikom ob fašenku, saj so se v preteklosti smeli šemiti samo moški, tudi otroci ne. V vile se oblečejo deklice. Na sebi imajo belo obleko, plet in krono, ena izmed njih je kraljica, tista ki ima lepšo in večjo krono kot ostale. Vile se na dvorišču ali v hiši postavijo v krog in pojejo pesmi ki prerokujejo dobro letino. Njihova specifika pa se kaže predvsem v tem, da so kot dar vedno prejemale denar. 

### Piceki
Večina izmed markovskih osnovnošolcev, ki so obiskovali markovsko šolo so se v svoji mladosti ob fašenku predstavljali kot piceki. V piceka se maskira mlad fantič, tako, da si obleče belo krilo, še eno belo krilo pa si nadene okoli vratu. Na glavi ima kapo stožčaste oblike, ki je vsa pokrita s pisanimi trakovi. Nato zajaše palico, ki ima spredaj piščančjo glavo, bodisi pravo ali pa leseno, zadaj pa šop kokošjih peres. Prav tako kot mnogo ostalih mask piceke spremlja pobirač, ki je oblečen v stare hlače, nosi moder predpasnik in klobuk. V rokah ima košaro s semenom – plevami, in pa grabljice. Taka skupina po vasi želi domačinom vse dobro pri letini posebej še pri zdravju kokoši oz. malih piščancih. V dar navadno dobijo kako jajce ali denar.

### Kórika
Körika je prav tako kot picek t.i. ptičja maska. Njen prihod na kmečko dvorišče simbolizira predvsem zdravje in dobro nesnost kokoši. Ogrodje maske je valjaste oblike. Telo je veliko, v sredini debelo, spredaj in zadaj pa ošiljeno. Naprej je kokošja glava, od zadaj pa za rep služi kokošje perje. Na spodnjem delu je odprtina, ki je namenjena osebi, ki to masko nosi. Samo ogrodje je pokrito s papirjem in oblepljeno s perjem. Tudi h köriki sodi pobirač, ki za darove pobira jajca.

### Kopaja
Če v času pred fašenkom v vasi ni bilo poroke, se ob slednjem vlači leseno korito – »kopaja«. Pri tem ritualu sodelujejo fantje ali dekleta, vse zavisi od tega, kdo se ni poročil. Če se v vasi ni omožilo nobeno dekle, fantje iz slame napravijo žensko lutko, ki jo oblečejo, posadijo v kopajo, okrasijo z zelenjem in pisanimi trakovi, Takšno skulpturo posadijo na lesen voziček, in se sami oblečejo v starejše ženice (dolgo krilo, bluza, predpasnik, naglavna ruta in plet preko ramen), ter se ob vlačenju kopaje strašno jokajo. Svojo »Micko« ponujajo od hiše do hiše, kjer ji iščejo ženina, prav tako pa se malo ponorčujejo iz deklet, ki se niso poročile. Če pa se v vasi ni oženil noben fant, isto obredje vršijo punce oblečene v moška oblačila. Oblečene so v temne hlače, srajco, telovnik, moder predpasnik in klobuk na glavi. Prav tako kot vrstniki, se tudi punce zelo glasno jokajo in tarnajo ter ponujajo slamnatega ženina za primerno doto. 
Kronist v župnijski kroniki navaja, »da se je v preteklosti posebej v tistih hišah kjer so imeli mladino, ki bi bila primerna za ženitev, napravila ob fašenku cela gostija. Napeklo, napražilo in nakuhalo se je vsega kar je hiša premogla. Ko so se proti večeru oglasile »kopajnarce«, se je na jezu vsemu moškemu spolu moralo vse pojesti in popiti«.

### Bozjak
Vsako leto lahko to masko srečamo na fašenku v Markovcih, včasih pa tudi izven organiziranega dogajanja. V bozjake so se navadno šemili starejši možakarji. Oblečeni so bili v stara delovna oblačili, okoli vratu pa so imeli obešen nekakšen pladenj, na katerem so ponujali različne stvari. Svojim sovaščanom so prodajali krtače, kreme za čevlje, staro kramo mogoče kakšne metle ali štile ter mnogo neuporabnih predmetov. Posebnih darov niso prejemali, so pa bili za svoj obisk vedno pogoščeni. Ob bozjaku se je večkrat pojavil tudi »žlejfar« , možakar, ki je bil podobno napravljen kot bozjak , le da je namesto trgovanja kot svoje usluge ponujal brušenje nožev.